# Saint-Geours-d'Auribat
 Saint-Geours-d'Auribat  (en occitano Sent Jors d'Auribat) es una población y comuna francesa, situada en la región de Aquitania, departamento de Landas, en el distrito de Dax y cantón de Montfort-en-Chalosse.

## Demografía
| 321 | 299 | 249 | 248 | 260 | 279 |
| Para los censos de 1962 a 1999 la población legal corresponde a la población sin duplicidades (Fuente: INSEE [Consultar]) |     |     |     |     |     |